# Sarbsk
Sarbsk (deutsch Sarbske, 1938–1945 Sarsen; kaschubisch Sôrbsk) ist ein Dorf in der Gemeinde Wicko (Vietzig) im Powiat Lęborski (Powiat Lauenburg in Pommern) der polnischen Woiwodschaft Pommern.

## Geographische Lage
Die Ortschaft liegt in Hinterpommern, in der Nähe der Ostseeküste an der Straße von Leba nach Danzig, etwa 24 Kilometer nordnordwestlich von Lębork (Lauenburg in Pommern) und etwa 1,5 Kilometer südlich des Sarbsker Sees, auf einer Höhe von etwa 37 Metern über dem Meeresspiegel.
Das Verwaltungszentrum der Gemeinde liegt in Wicko, etwa zehn Kilometer in südwestlicher Richtung von Sarbsk entfernt.

## Geschichte

Sarbske nordöstlich von Lauenburg in Hinterpommern, ostsüdöstlich von Leba und südlich des Sarbsker Sees auf einer Landkarte von 1910.

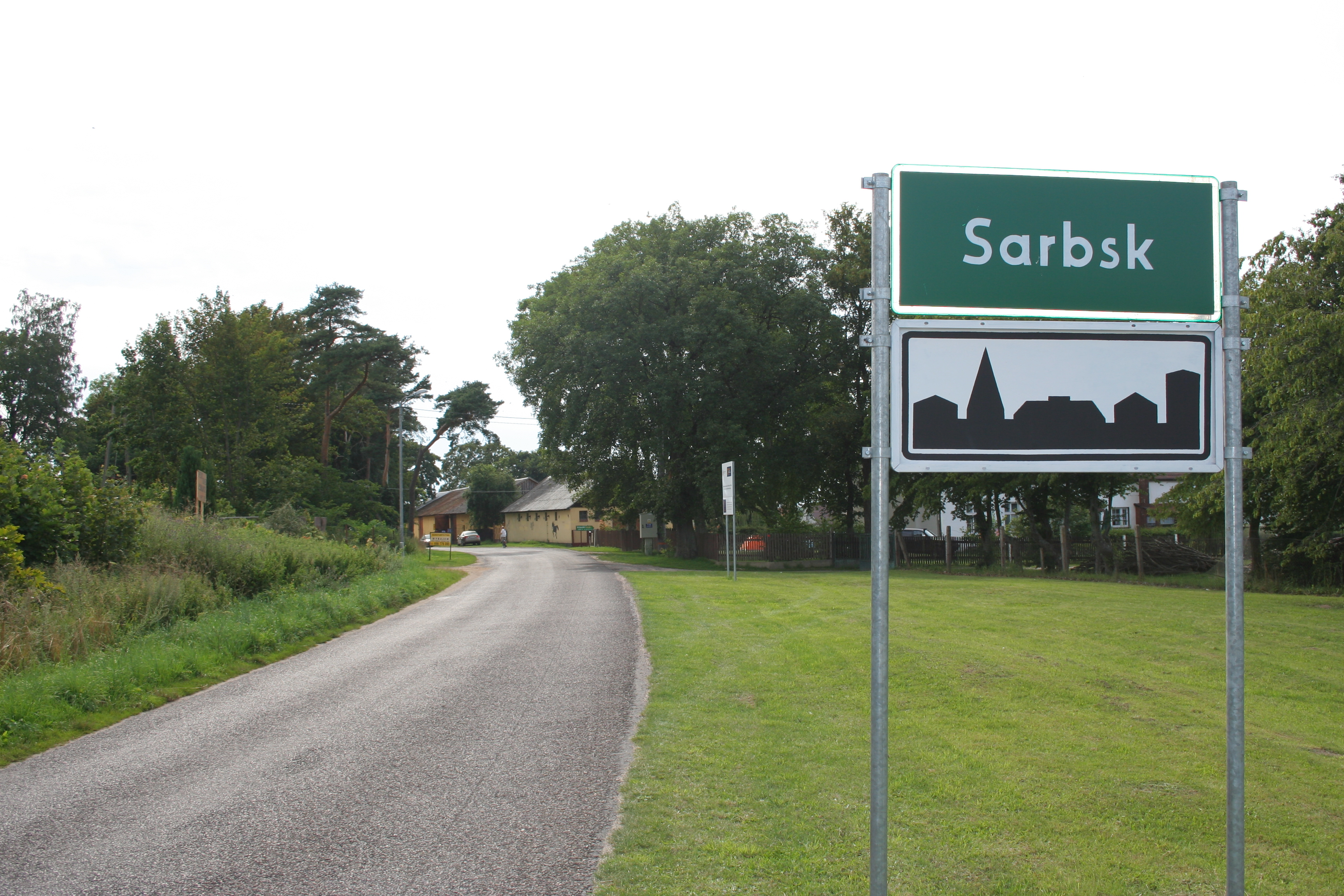
Dorfstraße

Die erste schriftliche Erwähnung stammt aus dem Jahr 1377. Im 15. Jahrhundert lautete der slawische Ortsname dieses Gutsbezirks Sarbsk (1427) oder Serbsk (1437); die Panenfamilie, die sich laut Lehnbriefen 1423, 1493, 1605 und 1608 im Besitz des Guts befand, nannte sich Sarbski, früher auch Sarbske, Zarbski, Szarbski und Zerbtiken. Die Namensvariante Serbske verbindet man zwar mit den Serben, der einheimische kaschubische Name Sôrbsk lässt aber die Sorben anklingen, die auf Niedersorbisch Serby heißen, und steht mit der Herkunft der Slawen an diesem Ort in Zusammenhang.
Im Jahr 1756 saß laut Vasallen-Tabelle die Witwe des Hauptmanns v. Sarbski auf Sarbske. Um 1784 gab es in der Ortschaft vier Vorwerke, drei Kossäten, eine Gaststätte, eine evangelische Kirche mit einem Küster und insgesamt 20 Feuerstellen (Haushaltungen). Die Besitzer der vier Vorwerke waren zum damaligen Zeitpunkt:
1) die drei Gebrüder George Wilhelm, Franz Thomas und Johann Ferdinand v. Sarbski, Lieutenants bei preußischen Regimentern,
2) die Erben der Hauptmanns-Witwe Anna Florentina v. Sarbski, geb. v. Schwichow,
3) die Ehefrau des Hauptmanns Johann Ernst v. Bartsch, Christina Eleonora, geb. v. Sarbski und
4) die Erben der Landrätin Köhn genannt v. Jaski, geb. v. Dargolewski. Die Familie Sarbski war auch noch im 19. Jahrhundert in Sarbske begütert.
Sarbske wurde 1937 in Sarsen umbenannt.
Sarsen gehörte 1945 zum Amtsbezirk Neuhof im Landkreis Lauenburg i. Pom., Regierungsbezirk Köslin, der Provinz Pommern des Deutschen Reichs.
Gegen Ende des Zweiten Weltkriegs wurde die Region Anfang März 1945 von der Roten Armee besetzt. Bald darauf wurde das Kreisgebiet zusammen mit ganz Hinterpommern unter polnische Verwaltung gestellt. Es begann danach die Zuwanderung polnischer Zivilisten. Als Ortsname wurde Sarbsk eingeführt. Soweit die Alteinwohner nicht zuvor geflohen waren, wurden sie in der darauf folgenden Zeit aus Sarsen vertrieben.
Die Ortschaft ist heute Teil der Gmina Wicko (Landgemeinde Viwtzig) im Powiat Lęborski (Lauenburger Distrikt) der Woiwodschaft Pommern (1975–1998 der Woiwodschaft Danzig). Haupteinnahmequellen des Dorfs sind Tourismus und Landwirtschaft.

## Bevölkerungsentwicklung
| Jahr | Einwohner | Anmerkungen                                      |
| ---- | --------- | ------------------------------------------------ |
| 1818 | 154       | davon 148 im Kirchdorf und sechs auf dem Vorwerk |
| 1867 | 62        | [ 8 ]                                            |
| 1871 | 51        | sämtlich evangelischer Konfession                |
| 1910 | 106       | [ 9 ]                                            |
| 1925 | 232       | ausnahmslos Evangelische                         |
| 1933 | 211       | [ 11 ]                                           |
| 1939 | 184       | [ 11 ]                                           |
| 2006 | 212       |                                                  |

## Persönlichkeiten: Söhne und Töchter des Ortes
- Wilhelm Wetzel (1888–1964), deutscher Offizier, zuletzt General der Infanterie im Zweiten Weltkrieg